# 井上党誅殺事件
井上党誅殺事件（いのうえとうちゅうさつじけん）は、戦国大名の毛利家中で横柄な態度をとっていた井上元兼をはじめとする井上党、約30数名を毛利元就が誅殺した事件である。

## 経緯
誅殺事件の発端となったのは、井上党の存在感だった。はじめ、元就の父の毛利弘元が、井上党を従属国衆という立場で従わせ、あいまいな立場を続けてきたことから、次第に井上党の存在感や態度は大きくなっていく。はじめは元就もこれを黙認していたが、家中の和を乱す行為がたびたび見られたため、元就は誅殺を決意。ついに実行される。
まず手始めに、井上元有を、小早川隆景の居城、新高山城に呼び寄せ、誅殺。事件の幕が開かれた。翌日、元就は、元兼の息子、井上就澄を吉田郡山城に呼び寄せ、これも誅殺した。さらに、志道元保らの隊に、もう一人の元兼の息子、井上就兼を攻め滅ぼした。さらに、井上元貞、井上就重といった井上一族も多くが誅殺された。さらに、元就本隊や、福原貞俊、桂元忠によって包囲された元兼も降伏して自刃した。